# قضية بشأنك (فلم)
قضية بشأنك هو فيلم درامي رومانسي بطولة جاستين لونـغ وإيفان رايتشل وود تم تقديمه سنة 2013 في مهرجان تريبيكا السينمائي ، من إخراج كات كويرو و إنتاج جاستين لونـغ و كتابة الثلاثي جاستين لونغ و أخيه كريستيان لونغ و كير أودونيل، وقد أخذ الفيلم عنوانه من أغنية : «قضية بشأنك» للمغنية جوني ميتشل.

## ملخص الفيلم
بعد لقاء سام (كاتب رويات لأفلام سبق إنتاجها) بزميلته سارة أحرجه أمر أنها متزوجة من كاتب ناجح في جريدة نيويورك تايمز وأنها حامل وحياتها جيّدة بينما هو يعيش حياة العزلة العاطفية، فقرر أن يواعد فتاة تدعى بيردي تعمل في محل القهوة الذي يرتاده وبعد محاولات فاشلة للتقرب منها أخبره زميلها الذي كانت تعمل معه أن يجدها على الأنترنيت، فقام سام بالبحث على صفحة الفايسبوك خاصتها
ولما وجدها قرر أن يكون رجلها المثالي فأخذ في تعلم وقراءة كل ما تحبه هي فتعلم الطبخ والعزف على الإيتار وقرأ بعض الكتب المفضلة لديها
وبدأ سام علاقته مع بيردي يخبرها في كل مرة أن أيّ أمر مفضل عندها مفضل عنده كذلك، ومرت الأيام ووقعت بيردي في حبه حقا و أخبرته بذلك وعرضت عليه مقابلة والديها الذين كانا في زيارة لها، هنا شعر سام أنها لا تحبه لذاته و إنما تحب هذا الشخص المثالي الذي أظهره لها و أنها لا تعرف شيئا عنه فقرر الانفصال عنها.
وكان سام قد توقف مؤقتا عن كتابة روايات للأفلام التي سبق إصدارها وأخذ يكتب عن تجربته مع بيردي ويرسل لوكيل أعماله فصول قصصه التي يكتبها وهو يشجعه على ذلك ولما انفصل عن بيردي أخذ الفصل الأخير وذهب إلى وكيل أعماله الذي كان رفقة أحد النقاد لمناقشة الرواية فاتضح له أنه المخطئ في العلاقة و أنه إن لم يفعل شيئا فسيبقى طوال حياته وحيدا بائسا تنهش العزلة حياته، فخرج مسرعا نحو قاعة الرقص حيث اعتادا أن يرقصا معا وهناك اعتذر منها وبادلها المحبة وانتهى الفلم على مشهد رقص بطيء لهما (أخبرته خلاله أنها كانت على علم بأمر الفايسبوك وأنها كانت تضيف إليه أمورا لا تحبها كالتسلق فقط لتراه يفعلها).

## الطـاقم
| الشخصية | الممثل           | معلومات                                                 |
| ------- | ---------------- | ------------------------------------------------------- |
| سـام    | جاستين لونـغ     | كاتب روايات لأفلام سبق كتابتها.                         |
| بيردي   | إيفان رايتشل وود | عاملة سابقة في مقهى ورسامة تعيش فلسفتها أن تعيش اللحظة. |
| إليوت   | كير أودونيل      | زميل سام في الشقة، بائع وخليل آشلي.                     |
| سارة    | سينا ميلير       | زميلة سام القديمة.                                      |
| غاري    | سام روكويل       | معلم سام في عزف الجيتار                                 |
| ألـن    | فينس فون         | وكيل أعمال سام                                          |
| آشلي    | بوسي فيليبس      | خليلة إليوت                                             |
| جيرارد  | بيتر دنكليج      | عامل في المقهى مع بيردي                                 |
| توني    | برندان فريزر     |                                                         |

## شباك التذاكر
حصد الفيلم ذو الميزانية المحدودة في الولايات المتحدة مبلغ 4,187 دولار، وتحصل عالميا على مبلغ تقريبي حوالي 116600 دولار 

## اقتباس
بيردي : النجاح أسطورة (خرافة) ، الحب هو العملة الوحيدة الحقّـة.

## روابط خارجية
- مقالات تستعمل روابط فنية بلا صلة مع ويكي بيانات